# Hideyo Noguchi
Hideyo Noguchi (jap. 野口 英世 Noguchi Hideyo; ur. 9 listopada 1876 w Inawashiro, zm. 21 maja 1928 w Akrze) – japoński bakteriolog. W 1911 roku odkrył krętka kiły.
Jego podobizna zdobi najpopularniejszy w Japonii banknot o nominale 1000 jenów.

## Młodość
Hideyo Noguchi urodził się w Inawashiro, w prefekturze Fukushima w 1876 roku jako Seisaku Noguchi. Gdy miał półtora roku upadł na kominek i poparzył sobie ciężko lewą dłoń. W 1883 roku rozpoczął naukę w szkole podstawowej w Mitsuwa. Dzięki staraniom nauczyciela i przyjaciół, umożliwiono mu zoperowanie uszkodzonej w wypadku ręki, przez co odzyskał około 70% jej sprawności i funkcjonalności.
Noguchi zdecydował się zostać lekarzem, by nieść pomoc potrzebującym. Praktykował u lekarza Kanae Watanabe, który wcześniej uratował jego dłoń. W 1897, w wieku dwudziestu dwóch lat, zakończył studia. Zdradzał duży talent i był wspierany w swoich studiach m.in. przez Morinosuke Chiwakiego. W 1898 zmienił swoje imię na Hideyo po przeczytaniu powieści, której bohaterem był lekarz, który nazywał się tak samo jak on, Seisaku Noguchi: utalentowany i inteligentny, ale przy tym leniwy, przez co zaprzepaścił swój talent.

## Kariera naukowa
W 1900 roku Noguchi wyjechał do Stanów Zjednoczonych, gdzie podjął pracę jako asystent w ośrodku badawczym. Po części jego decyzja była spowodowana trudnościami w karierze lekarskiej w Japonii: pracodawcy byli niechętni do zatrudniania go, motywując decyzję niekorzystnym wpływem jego zdeformowanej dłoni na samopoczucie pacjentów. W USA zajmował się badaniami nad jadami węży. W 1904 roku otrzymał pracę w Rockefeller Institute for Medical Research. Pracując w tym Instytucie, w 1913 roku dokonał odkrycia krętków w mózgu zmarłego pacjenta z kiłą, i zasugerował, że krętki są patogenami odpowiedzialnymi za tę chorobę. Japoński uczony upamiętniony jest w nazwie innego krętka, Leptospira noguchii. W 1915 został odznaczony Orderem Wschodzącego Słońca.
W 1918 Noguchi podróżował po Ameryce Środkowej i Południowej, prowadząc badania nad szczepionką przeciwko żółtej febrze, gorączką Oroya, poliomyelitis i jaglicą. W Ekwadorze został mianowany pułkownikiem Armii Ekwadorskiej.
W 1928 roku Noguchi podróżował do Afryki, kontynuując badania nad etiologią żółtej febry. Gdy pracował w Akrze (obecnie w Ghanie), sam zachorował na żółtą febrę i zmarł. Jego ostatnie słowa brzmiały "nie rozumiem".